# 저우비창

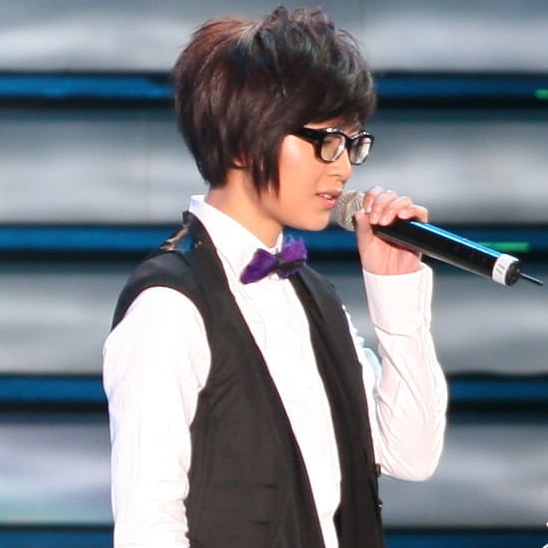

주필창(중국어 간체자: 周笔畅, 정체자: 周筆暢, 병음: Zhōu Bǐchàng, 1985년 7월 26일 ~ )은 중화인민공화국의 가수이다.

## 음반 목록
- 2006년: 《周笔畅 1st EP》
- 2006년: 《谁动了我的琴弦》
- 2007년: 《NOW》
- 2007년: 《WOW》
- 2009년: 《时间》
- 2010년: 《i‧魚‧光‧鏡》
- 2011년: 《黑・擇・明》
- 2013년: 《UNLOCK》

## 방송 활동
- 2014년: 《아시가수 시즌 2》